# تطور اجتماعي
التطور الاجتماعي (بالإنجليزية: Social Evolution)‏ يتضمن مفهوم التطور، في الأصل، فكرة أن المجتمعات تمر بمراحل محددة؛ وذلك عند انتقالها من النمط البسيط إلى نمط أكثر تعقيداً. فلقد تطور المجتمع البشري، في البداية، من الأسرة، إلى العشيرة، ثم القبيلة، فالقرية، فالمدينة، فالمجتمع القومي. كما تشير فكرة التطور، في أغلب الأحيان، إلى نوع من تماثل نمو الكائن الحي وتطوُّر المجتمع الإنساني، سواء في البناء أو الوظيفة. واشتمل بصفة خاصة على فكرة أن التخصص المتزايد للوظائف، أمر يصاحب التطور المتزايد للبناء. غير أنه اتسع، فيما بعد، ليشمل عملية التغير التدريجي، الذي يحدث في كلّ المجتمعات، عندما تتغير وظائف نُظُم معينة، أو يُعاد تحديد الأدوار فيها.
وقد باكرت إلى هذا المصطلح كتابات توماس هوبز، الذي صوَّر التنظيم الاجتماعي للمجتمعات المتوحشة، على أنه يماثل تنظيم الأسلاف الأوائل للمجتمعات الغربية المتقدمة. لكن فكرة التطور الاجتماعي، قد استُعيرت مباشرة من نظريات التطور البيولوجي، من خلال مماثلة المجتمع والكائن الحي بالنمو: الاجتماعي والعضوي. وقد عرّف هربرت سبنسر التطور بأنه تحدّر سلالي معدل على نحو معين.
إن كان مفهوم التطور، قد اعتمد اعتماداً أساسياً على افتراض أن كلّ المجتمعات، تمر بمراحل محددة، ثابتة، في مسلك، يتدرج من أبطأ الأشكال إلى أعقدها؛ فإنه يمتد ليشمل عملية التغير التدريجي، التي تقع في كلّ المجتمعات، وذلك مثل التطور، الذي يصيب منظمات التغيير في المجتمع، أو أدوار الأشخاص، التي يُعاد تحديدها. أيْ أن التطور هو النمو البطيء، المتدرج، الذي يؤدي إلى تحولات منظمة، ومتلاحقة، تمر بمراحل مختلفة، تقترن كلٌ منها بسابقتها. كما يدل هذا المفهوم على الطريقة، التي تتغير بها الأشياء أو المجتمعات أو النُظُم الاجتماعية أو الكائنات الحية، من حالة إلى حالة أخرى، ببطء وبالتدريج. وهو مفهوم محايد، لا ينطوي، بالضرورة، على عامل التقدمية أو التفاؤل بالمستقبل.

## أشكال التطور ومؤشراته
يذهب بعض علماء الاجتماع إلى أن أشكال التطور، تقترن بالظواهر الاجتماعية والكونية والعضوية الموجودة. فهناك تطوُّر كوني، ويتضمن تطوَّر العالم، والأجرام السماوية، من النشوء إلى الارتقاء، ثم الفناء والاضمحلال. وهناك تطور عضوي، ويسميه عند بعض العلماء باسم نمو الكائن الحي، الذي يبدأ منذ تكوين الخلية الأولى، ثم الجنينية، فالطفولة، فالصبا، ثم الشباب، ثم الشيخوخة. وهناك تطور عقلي، وما يصاحبه من نمو وارتقاء في التفكير والشعور والإدراك، ثم نضج، واضمحلال وفناء؛ ويعتمد على ذلك قدرات البشر: الذهنية والعقلية. كما قدم بعض العلماء وجُوْهاً أخرى للتطور، منها:

### التطور الخلاق(بالإنجليزية:Creative Evolution)‏
ويعني أن التطور خلق مستمر، وعملية تجديد متواصل، وتغير لا ينقطع حسب التوجيه، الذي تمليه الحياة الدافعة، الكامنة في الإنسان.

### التطور الثقافي(بالإنجليزية:Cultural Evolution)‏
والمقصود به نمو الثقافة مع الأنماط البسيطة المفككة إلى أخرى معقدة متكاملة، بالتفاعل المستمر بين الإنسان والمجتمع.
ومعنى ذلك، أن أنماط التطور، تدل على التغير التدريجي، الذي يؤدي إلى تحولات منظمة، ومتلاحقة، تمر بمراحل مختلفة؛ فالنبات يتطور من بذرة، والرجل كان طفلاً. كما أن الجماعات الإنسانية، تخضع للتطور كذلك، فلا يمكن أن تخيُّل مجتمع بشري من دون تطوُّر؛ إلا أنه قد يتضح في مجتمع ما أكثر من غيره، وقد يتجلى في وقت أكثر من غيره؛ فتطوُّر المجتمعات، في العصر الحديث، أكثر سرعة منه في المراحل السابقة.
وعلى الرغم من أن مفهوم التطور من أكثر المفاهيم استعمالاً وشيوعاً، في الكتابات: الاقتصادية والاجتماعية والسياسية، التي تتناول أوضاع البلدان النامية؛ إلا أن العلماء قد اختلفوا في تحديد مؤشرات هذا المصطلح، فتوزعهم اتجاهان مختلفان، هما:

### الاتجاه الأول
وهو اتجاه كمّي، يعتمد اعتماداً مطلقاً على المقاييس المادية الجامدة، كمستوى الدخل، والإنتاجية، ومعدل التراكم، ومعدل النمو، ومستوى المعيشة والاستهلاك والإنفاق... ويستخدم عدداً غير محدود من المؤشرات المساعدة، منها متوسط إنتاجية الإنسان العامل، أو نصيب المرء من بعض الموارد الأساسية، مثل الحديد والأسمنت والكهرباء، أو من الإنتاج والدخل القوميَّين، أو من نفقات التعليم، أو الصحة أو أسِرَّة المستشفيات.

### الاتجاه الثاني
وهو ينظر نظرة مثالية إلى الوضع الاجتماعي؛ إذ يرفض جميع المقاييس المادية، بل يكاد يعكس مدلولاتها. فيرى أن التطور المادي، يحمل الأخطار؛ لأنه يترفق بالانحطاط الأخلاقي وانهيار القِيم والمبادئ المثالية. وينادي برفض كلّ ما هو مستورد، من فكر أو مادة؛ والترفع عن مفاسد الحضارة المادية الغربية.
كما يستخدم كِلا الاتجاهَين المتناقضَين عدداً آخر من المؤشرات الاجتماعية للتطور، كتلك الديموجرافية (السكانية)، والثقافية، والأمنية، والسياسية، والصحية، والأخلاقية وغيرها.
وإن كان كلٌّ من هذَين الاتجاهَين، يحمل بعض الحقيقة؛ إلا أن زمناً طويلاً قد ضاع من عمر البلدان النامية، قبل أن يتبين أصحاب الاتجاه الكمّي، أن المؤشرات الكمية، ليست دليلاً كافياً على مستوى التخلف أو التطور. بل إن الوقائع الجديدة، في بعض بلدان العالم النامي، أكدت أن التطور الكمّي للمؤشرات المادية، قد يصبح من العوائق الشديدة الخطر على طريق التطور الاجتماعي. وتبيّن أصحاب الاتجاه المثالي، أن القِيم والأخلاق والمبادئ المثالية، ولو تحققت بالمستوى الذي يرجونه؛ فإنها لا تقوى، بمفردها، على بناء حضارة.
إن التطور مفهوم تاريخي، نسبي؛ ففي كلّ مرحلة تاريخية، توجد على سلم الحضارة شعوب أو مناطق متطورة، وأخرى متخلفة.

## الفرق بين التطور الاجتماعي والتطور العضوي
قابَل بعض علماء الاجتماع التطور الاجتماعي بنظيره العضوي، فاتضح الفارق بينهما على النحو التالي:
- إن مجال دراسة التطور الاجتماعي، هو الحياة الاجتماعية التقليدية، حيث تتراكم التغيرات المنبثقة من التغيرات الاجتماعية. أمّا التطور البيولوجي، فمجال دراسته هو البناء السلالي، أو الجنسي (Race).
- إن التغير، الذي يحدثه التطور الاجتماعي، عادة ما يكون فجائياً، ويمكن ملاحظته. واستطراداً، فأيّ تغير في مجال الحياة الاجتماعية، يكون له أثر واضح في بقية الأجزاء المكونة للبناء الاجتماعي. أما في التطور البيولوجي، فيكون التغير تدريجياً؛ ومن ثمّ لا يمكن حساب المصادفات، التي تحدث في هذا النوع من التغير.
- إن التطور الاجتماعي، لا علاقة له بالتغيرات السلالية أو الوراثية. أمّا التطور البيولوجي، فعلاقته بها، في أغلب الأحيان، عامة؛ ولا تحدث تغيرات وراثية أساسية فقط.
- إن التغيرات الاجتماعية، تقترن بالبيئة والثقافة؛ فللتعليم أثره الواضح في توظيف تجارب الآخرين. أمّا التغيرات البيولوجية، فليس لها أيّ اقتران بالبيئة والثقافة.
- إن التراكم في طبيعة الحياة الاجتماعية، يكون واضحاً، وقابلاً للتحليل والتفسير. أمّا في مجال التطور البيولوجي، فيكون الاقتران سراً غامضاً؛ فالتغيرات الوراثية أو السلالية، ما زالت غير معروفة بشكل واحد.

## اتجاهات دراسة التطور الاجتماعي
يمكن حصر الاتجاهات الأساسية للتطور الاجتماعي، السائد بين علماء الاجتماع، في ما يلي:

### اتجاه يركز البحث في أصل النظُم وتطوير المجتمعات
وقد أخذ به كلٌّ من أوجست كونت و هربرت سبنسر و هوبنهاوس. فحاول سبنسر، مثلاً، اكتشاف نظرية تطورية، طبقها على الحياة الاجتماعية؛ إذ أشار إلى أنها تتطور من حياة بسيطة إلى حياة معقدة، ومن حياة متجانسة إلى حياة مختلفة ومتباينة، والمجتمع يتميز بتكامل الكلّ واختلاف الأجزاء.

### اتجاه يركز في دراسة الحياة الاجتماعية في سيرها التقدمي
ويمثّله أوجست كونت بقانونه المعروف، قانون الأطوار الثلاثة، الذي ينص على أن التفكير البشري، قد مر بثلاث مراحل هي: مرحلة التفكير اللاهوتي (الديني)، وقوامه اعتماد العقل على التفسير الديني للظواهر؛ ثم مرحلة التفكير الميتافيزيقي (الفلسفي)، وعماده تفسير العقل للظواهر، ونسبها إلى معانٍ مجردة أو قوة عينية؛ ثم المرحلة (الوضعية)، التي يستند فيها تفسير العقل للظواهر إلى أسبابها والقوانين التي تحكمها. وقد أوضح كونت، أن هناك نوعاً من التوازن بين مراحل التطور العقلية وتلك الاجتماعية والسياسية.

### اتجاه يركز في دراسة حركة الحياة الاجتماعية، في خطها الدائري
كما عند ابن خلدون وفيكو وشبنجلر. فيرى الأخير، مثلاً، أن الحضارة كالكائن الحي، تمر في مراحل النمو نفسها التي يمر بها؛ إذ لكلٍّ منهما طفولته ونضجه، ثم شيخوخته. وشبّه مراحل العمر الأربع للحضارة، أحياناً، بفصول السنة الأربعة: الربيع، والصيف، والخريف، والشتاء. وهو يرى أن المدنية هي خاتمة كلّ حضارة.

### اتجاه التطورية المحدثة
ومن أهم الذين أسهموا في هذا المنحى الجديد: فالكون بارسونز وولت روستو؛ فرأى أولهما أن العملية التطورية، تتمثل في ازدياد القدرة التكيفية للمجتمع. وهي تنشأ من خلال عملية الانتشار الثقافي، أو من داخلها. وتتمثل عواملها في التباين، والتكامل، والتعميم. واستنتج ثلاثة مستويات تطورية، ينطوي كلٌّ منها على مجتمعات مختلفة: بدائية، ووسطية، ومتقدمة. وتعتمد عملية التمييز بين هذه المجتمعات الثلاثة على التطورات الحاسمة، التي تطرأ على عوامل النسق القِيمي. فالتحول من المرحلة الأولى إلى الثانية (أي من المرحلة البدائية إلى المرحلة الوسطية)، يتطلب تطوراً في اللغة المكتوبة. وهذا التطور، طبقاً لبارسونز، يزيد الفروق ويعمقها، بين الأنساق: الاجتماعية والثقافية؛ إذ يمنح الأنساق الثقافية استقلالاً أكبر. أمّا التحول من المرحلة الثانية إلى الثالثة، فإنه رهن بالتطور، الذي يطرأ على النسق القانوني؛ إذ إن النظام القانوني، يجب أن يكون على درجة عالية من العمومية والتنظيم. وبهذا، يلاحظ أن بارسونز، شأنه شأن التطوريين، قد اهتم بحصر مراحل تطورية معينة، تمر بها المجتمعات.
أمّا وولت روستو، فقد ذهب إلى أن المجتمعات البشرية، تمر بمراحل تطورية خمس أساسية، هي: المرحلة التقليدية البدائية، ثم مرحلة التهيؤ للانطلاق، ثم مرحلة الانطلاق؛ وما إن يستكمل المجتمع مقومات مرحلة الانطلاق، حتى يلج في مرحلة جديدة، هي مرحلة الاتجاه نحو النضج. وتُعد المراحل الأربع السابقة تمهيداً لمرحلة خامسة، هي مرحلة الاستهلاك الوفير.
ولكلّ مرحلة خواصّها ومتطلباتها، التي يسهب روستو في الحديث بها. وقد وُصفت نظريته بأنها لا تشبه نظرية ماركس؛ لأنها تعتمد على أسلوب سلمي في التطور، وليس مدخل الصراع الطبقي، كما في الماركسية. ومن الملاحظ أن هذه النظرية تشابه نظرية بارسونز، في أنها تعمل على ترسيخ التخلف والتبعية في الدول النامية. كما أن أخطر ما تعانيه هو تجاهلها تاريخ كلٍّ من الدول: المتخلفة والمتقدمة على حد سواء، وفهْمه فهْماً خاطئاً؛ فللدول المتخلفة تاريخ، لا يقلّ عراقة وقدماً عن تاريخ الدول المتقدمة؛ كما أنها لا تعيش، الآن، الحياة التي كانت تحياها منذ قرون مضت.